# 후지코 F. 후지오 프로
주식회사 후지코 F. 후지오 프로(일본어: 株式会社 藤子・F・不二雄プロ 株式会社 ふじこエフふじおプロ[*] 통칭:  후지코프로)는 만화가 후지코 F. 후지오가 설립한 만화 제작 회사이다. 대표 이사 사장은 이토 요시아키(원래는 쇼가쿠칸 슈에이샤 프로덕션 이사)이다.